# 东方蛭蚓
东方蛭蚓（学名：Branchiobdella orientalis）为蛭蚓科蛭蚓属的动物，俗名远东蛭形蚓。分布于韩国、日本以及中国大陆的黑龙江、辽宁等地。该物种的模式产地在韩国忠清南道。
其种加词“orientalis”意为“东方的”。